# 균사

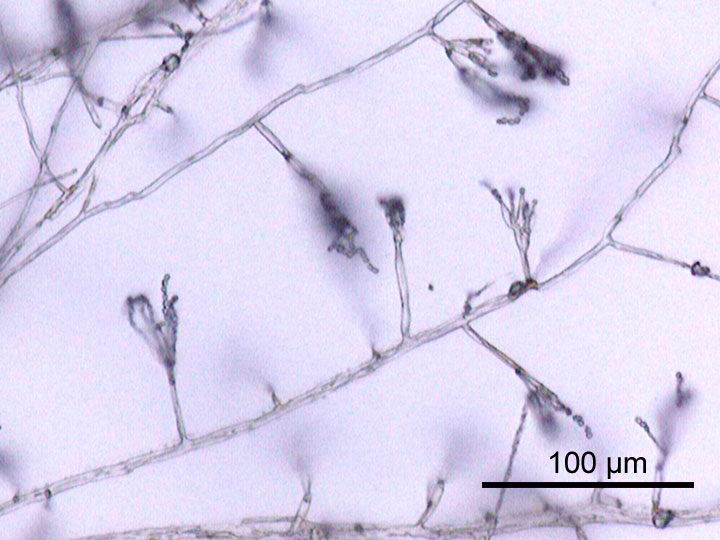
푸른곰팡이의 균사.

균사(菌絲, 영어: hypha), 또는 곰팡이실, 팡이실은 기나긴 분지 형태의 섬유 구조의 균계로, 친족이 아닌 방선균에 속한다.
대부분의 균계에서 균사는 식물 성장이 주가 되는 방식이며 이를 통틀어 균사체라 부른다. 효모는 균사로 자라나지 않는 단세포균이다.

## 종류
세포 분열에 따라 다음과 같이 분류할 수 있다.
- 격막 형태
  - 누룩곰팡이(국균, 아스페르길루스)[2] 및 기타 수많은 종은 격막 형태이다.
- 무격막 형태
  - 무격막 균사는 털곰팡이병균(무코르 속)[3], 일부 접합균류 따위와 관련된다.
- 거짓균사(가성균사)는 성장 방식, 상대적 무름, 세포 간 세포질 연결 결여에 따라 실제 균사와 구분한다.
  - 이스트(효모)는 거짓균사를 형성할 수 있다.[4] 이들은 세포가 분열한 뒤에도 그대로 달라붙어 있는, 불완전한 출아의 결과물이다.

## 참조
1. ↑  Madigan M; Martinko J (editors). (2005). 《Brock Biology of Microorganisms》 11판. Prentice Hall. ISBN 0-13-144329-1.
2. ↑  “Mycology Online -- Aspergillosis”. 2008년 12월 7일에 원본 문서에서 보존된 문서. 2008년 12월 10일에 확인함.
3. ↑  “Infection”. 2008년 12월 10일에 확인함.
4. ↑  “Yeasts”. 2008년 12월 10일에 확인함.

## 같이 보기
- 곰팡이